# Episodi di Rake (seconda stagione)
La seconda stagione della serie televisiva Rake è stata trasmessa sul canale australiano ABC1 dal 6 settembre al 25 ottobre 2012.
In Italia la serie è ancora inedita.
| nº | Titolo originale      | Titolo italiano | Prima TV AUS      | Prima TV in italiano |
| -- | --------------------- | --------------- | ----------------- | -------------------- |
| 1  | R v Mohammed          |                 | 6 settembre 2012  |                      |
| 2  | R v Fenton            |                 | 13 settembre 2012 |                      |
| 3  | R v Wooldridge & Anor |                 | 20 settembre 2012 |                      |
| 4  | R v Floyd             |                 | 27 settembre 2012 |                      |
| 5  | R v Turner            |                 | 4 ottobre 2012    |                      |
| 6  | R v Alford            |                 | 11 ottobre 2012   |                      |
| 7  | Greene v Hole         |                 | 18 ottobre 2012   |                      |
| 8  | Greene                |                 | 25 ottobre 2012   |                      |